# Corvus Corax (groupe)
Pour les articles homonymes, voir Corvus corax (homonymie) et Corvus (homonymie).
Corvus Corax est un groupe de rock néo-médiéval allemand. Le groupe utilise beaucoup d'instruments traditionnels (Marktsackpfeife, chalemie, Rauschpfeife, flûte, biniou, tambour...) et adopte en concert des costumes donnant aux musiciens des allures de barbares médiévaux souvent torse-nu arborant des vêtements et décorations tribales.
Le groupe joue aussi sous le nom de Tanzwut, mais dans ce cas leur style musical change avec l'ajout d'instruments électroniques.

## Biographie
Le groupe, baptisé d'après le nom latin (nom binominal) du Grand corbeau, est formé en 1989 par Castus Ravensang, Wim (Venustus) et Meister Selbfried (Master Selfpeace) en Allemagne de l'Est.
En 1990, ils s'associent à la formation Zumpfkopule. Les deux groupes font des apparitions conjointes sur les marchés médiévaux et jouent finalement ensemble l'album Congregatio. Enfin, Meister Selbfried von Zumpfkopule rejoint le groupe. Puis ils jouent plusieurs concerts en Europe et au Japon. En 1992, ils rejoignent le quintet. Sender Freies Berlin finance leur prochain album, Inter Deum Et Diabolum Semper Musica Est. En 1993, ils jouent pour la première fois au tournoi Kaltenberger Ritterturnier, où ils deviennent des habitués. 
En 1996, sort le single Tanzwut qui assiste Corvus Corax à utiliser pour la première fois des éléments électroniques. Cet événement mène à la création du projet parallèle Tanzwut, qui mêle sons médiévaux et électroniques. Comme Corvus Corax, cependant, ils restent fidèles aux instruments acoustiques. Dans la période suivante, d'autres changements de formation interviennent, de sorte que le groupe comprend en partie jusqu'à huit musiciens. 
En mai 2005, Meister Selbfried (chercheur en musique médiévale) décide de cesser son activité de musicien pour se consacrer au label de musique Pica Records créé par le groupe. Il est remplacé au sein du groupe par Jordon Finus en 2006. Les créations du groupe sont gérées par Pica Records en Europe et par le label Noir Records aux États-Unis. Le projet Cantus Buranus est, lui, produit par le label Roadrunner Records Europe.
Corvus Corax apparait en 2010 au Rock-Opera Excalibur. 
En septembre 2010, le groupe annonce que Corvus Corax et Tanzwut se séparaient, raison pour laquelle Teufel et Martin Ukrasvan ont quitté Corvus Corax. En tant que nouveaux musiciens, Vit et Steve rejoignent le groupe. Ils ont fait leurs débuts sur Sverker , le 11e album studio et le premier nouvel album médiéval en plus de cinq ans. L'album Venus, Vina, Musica était un voyage musical à travers les pays méditerranéens, Sverker s'occupant presque exclusivement de thèmes nordiques. En 2012, les membres de Corvus Corax et le DJ Robert Soko forment le groupe BerlinskiBeat, dont le style musical est un mélange de musique de rue et de musique électronique chanté dans le dialecte berlinois. BerlinskiBeat publie l'album Gassenhauer la même année. En octobre 2013, Corvus Corax sort le clip d'une nouvelle chanson, Derdriu, premier officiel. Il est financé par des dons de fans sur Pledgemusic. En novembre la même année, sort leur 12e album studio, Gimlie. 
Le 29 novembre 2016, le groupe est programmé par le Hellfest, à Clisson, en France, pour l'édition 2017.

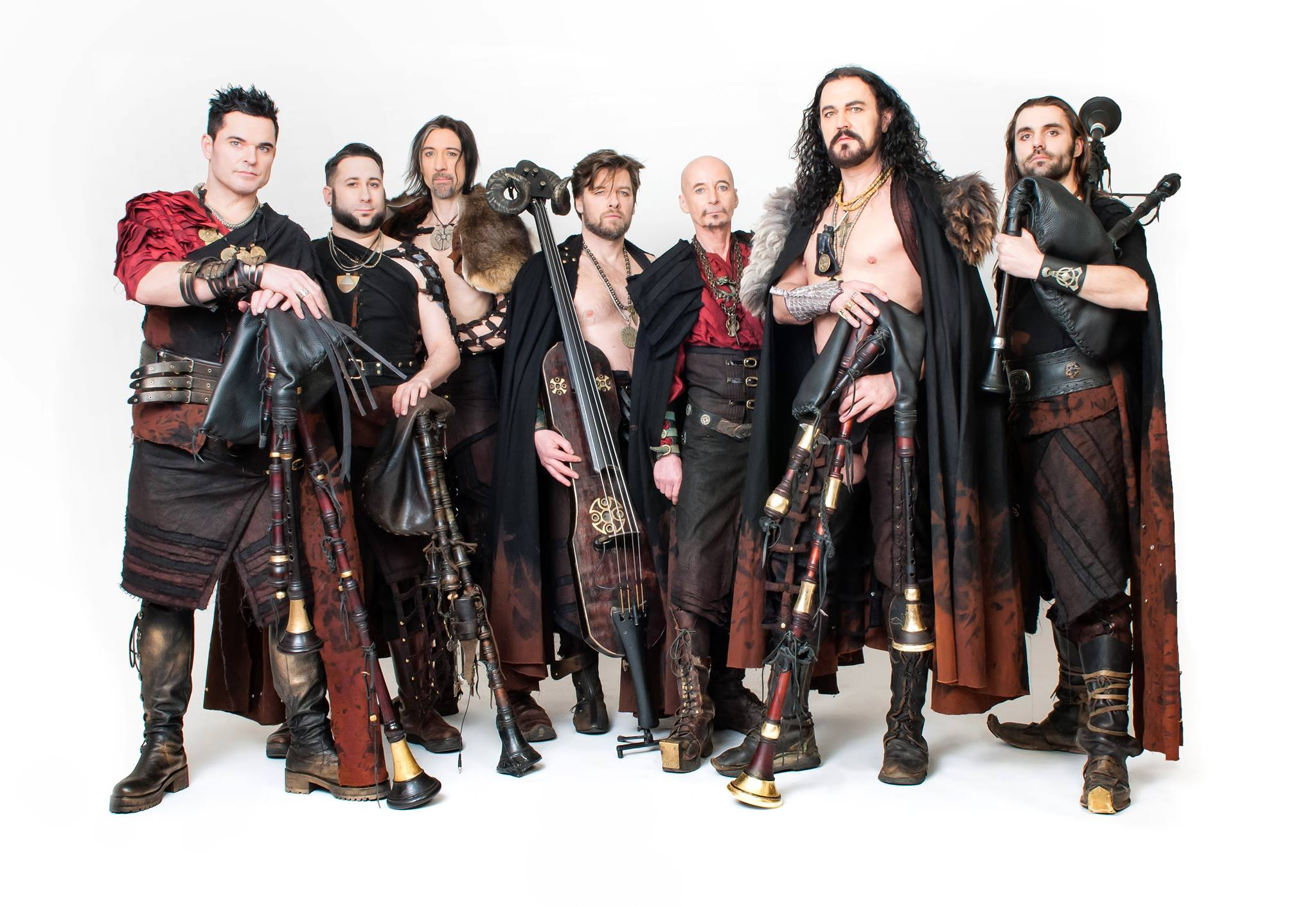
Corvus Corax en 2017

## Membres

### Membres actuels
- Karsten Liehm (Castus Rabensang) - cornemuse, biniou, flûte, bombarde (depuis 1989)
- Hatz - batterie, percussions, chant (depuis 1997)
- Norbert Drescher (Norri, Harmann der Drescher) - batterie, percussions (depuis 2000)
- Xandru - cornemuse, bombarde  (depuis 2019)
- Vit - cornemuse, bombarde, zink, Gjallarhorni (depuis 2010)
- Victorius - cornemuse, bombarde, organistrum (depuis 2019)
- Michael Frick - basse (depuis 2017)

### Anciens membres
- Andreas Richter (Koll. A., Meister Selbfried) - cornemuse, flûte, etc. (1989-2005)
- Bernd Dobbrisch (Venustus, Wim, Willi, Venustus Oleriasticus) - cornemuse, flûte (depuis 1989)
- Der Heilige St. Brandanarius (Brandan) - guitare, cornemuse (aussi Cultus Ferox) (1993-2002)
- Donar von Avingion - batterie, percussions (aussi Cultus Ferox) (1993-2002)
- Jagbird - batterie, percussions (1996-1997)
- Mike Paulenz (Teufel, Tritonus der Teufel) - cornemuse, flûte, etc. (1996-2010)
- Strahli Der Animator (Strahli) - batterie, percussions (2000-2002)
- Patrick Lange (Patrick der Kalauer) - batterie, percussions  (2000-2001)
- Ardor vom Venushügel (Ardor) - cornemuse, flûte, etc. (2002-2009)
- Stefan Sacherjew (Jordon Finus) - cornemuse, flûte, etc.  (2006-2007)
- Martin Ukrasvan - guitare (2009-2010)
- Steve - batterie, percussions (2011)

## Discographie

### Albums studio
- 1989 : Ante Casu Peccati
- 1991 : Congregatio
- 1993 : Inter Deum Et Diabolum Semper Musica Est
- 1995 : Tritonus
- 1998 : Viator
- 2000 : Mille Anni Passi Sunt
- 2000 : MM (ne contient que 3 titres non présent sur l'album Mille Anni Passi Sunt)
- 2002 : Seikilos
- 2006 : Venus Vina Musica
- 2011 : Sverker
- 2013 : Gimlie
- 2017 : Der Fluch des Drachen
- 2018 : Skál
- 2021 : Die Maske des Roten Todes
- 2022 : Era Metallum
- 2024 : Tausend Jahre Tanzmusik

### Albums live
- 1998 : Live auf dem Wäscherschloß
- 2003 : Gaudia Vite Live
- 2006 : Cantus Buranus – Live in Berlin
- 2009 : Corvus Corax - Live in Berlin (double CD)
- 2010 : Cantus Buranus - Live in München (double-CD)
- 2013 : Sverker Live at Summerbreeze und Castlefest avec Wadokyo
- 2015 : Live 2015 : auf dem Trolls et Légendes Festival

### Opéras
- 2005 : Cantus Buranus
- 2008 : Cantus Buranus II
- 2008 : Cantus Buranus – Das Orgelwerk

### Compilations
- 1999 : Tempi Antiquii 1988-1992
- 2005 : Best of Corvus Corax
- 2007 : Kaltenberg Anno MMVII
- 2010 : Kaltenberg Anno MMX
- 2016 : Ars Mystica - Selectio 1989-2016

### EP
- 1996 : Tanzwut
- 2000 : Corvus Corax Erzählen Märchen Aus Alter Zeit
- 2003 : Hymnus Cantica avec Tanzwut
- 2005 : Dulcissima (MCD, Promo de Cantus Buranus)

### Remix
- 2002 : In Electronica

### Participations
- 1996 : Corpus de Maximize (MCD/12")
- 2006 : Is Nomine Vacans de Gothic 3 Original Soundtack
- 2008 : Ducia, Platerspiel et Saltarello de Gothic Spirits - Live
- 2009 : Fortuna de Live at Wacken 2008
- 2016 : All We Are de Strong and Proud: 30 Years of Metal par Doro Pesch
- 2023 : Yggdrasill (Resurrected) de They Brought Death to the Darkness par Damnation Defaced
- 2024 : Lumpensammler de Post Mortem Deluxe Edition par Subway to Sally
- 2025 : Spielmannsschwur (United) de Weltenwanderer – Von Träumen & Krawall par Saltatio Mortis

## Vidéographie

### Documentaires
- 1999 : Backstage (VHS)

### DVD
- 2003 : Gaudia Vite Live
- 2006 : Cantus Buranus – Live in Berlin
- 2009 : Corvus Corax - Live in Berlin
- 2010 : Cantus Buranus - Live in München